# Aartsbisdom Arequipa
Het aartsbisdom Arequipa (Latijn: Archidioecesis Arequipensis) is een rooms-katholiek aartsbisdom met als zetel Arequipa, in Peru. De aartsbisschop van Arequipa is metropoliet van de kerkprovincie Arequipa, waartoe ook de volgende suffragane bisdommen behoren:
- Ayaviri (territoriale prelatuur)
- Chuquibamba (territoriale prelatuur)
- Juli (territoriale prelatuur)
- Puno
- Santiago Apóstol de Huancané (territoriale prelatuur)
- Tacna y Moquegua

## Geschiedenis
Het aartsbisdom werd opgericht op 15 april 1577, als het bisdom Arequipa, uit delen van het aartsbisdom Lima, en was suffragaan aan het aartsbisdom Lima. Op 23 mei 1943 werd het verheven tot metropolitaan aartsbisdom. 

## Parochies
Het aartsbisdom had in 2020 een oppervlakte van 27.588 km2 en telde 1.346.439 inwoners waarvan 88,3% rooms-katholiek was.

## Ordinarii

### Bisschoppen
- Antonio de Hervias (15 april 1577 - 9 januari 1579)
- Cristóbal Rodríguez Juárez (16 januari 1612 - 4 november 1613; aartsbisschop op persoonlijke titel)
- Juan de las Cabezas Altamirano (16 september 1615 - 19 december 1615)
- Pedro de Perea (4 september 1617 - 1631)
- Pedro de Villagómez Vivanco (2 augustus 1632 - 16 juli 1640)
- Agustín de Ugarte y Sarabia (19 november 1640 - 21 oktober 1647)
- Pedro de Ortega y Sotomayor (26 december 1647 - 27 november 1651)
- Gaspar de Villarroel (11 december 1651 - 27 januari 1659)
- Juan de Almoguera (17 februari 1659 - 27 november 1673)
- Juan de la Calle y Heredia (1 oktober 1674 - 15 februari 1676)
- Antonio de León y Becerra (14 juni 1677 - 28 augustus 1708)
- Juan de Argüelles (21 maart 1711 - 23 januari 1712)
- Juan Otálora Bravo de Lagunas (19 november 1714 - 1722)
- Juan Cavero de Toledo (11 juni 1725 - 20 maart 1741)
- Juan Bravo del Rivero y Correa (28 januari 1743 - 22 mei 1752)
- Juan González Melgarejo (26 november 1753 - 6 maart 1754)
- Jacinto Aguado y Chacón (17 februari 1755 - 18 juli 1763)
- Diego Salguero de Cabrera (18 juli 1763 - 2 december 1769 )
  - Juan Manuel Moscoso y Peralta (hulpbisschop: 12 maart 1770 - 17 juni 1771)
- Manuel de Abad e Illanar (17 juni 1771 - 1 februari 1780)
- Miguel de Pamplona González Bassecourt (10 december 1781 - 10 december 1784)
- Pedro José Chávez de la Rosa (18 december 1786 - 9 mei 1805)
- Luis La Encina Díaz y Pereiro (9 september 1805 - 16 januari 1816)
- José Sebastian Goyeneche y Barreda (14 april 1817 - 26 september 1859)
- Bartolomé Manuel Herrera Vélez (26 september 1859 - 10 augustus 1864)
- Juan de la Cruz Calienes Olazabal (27 maart 1865 - 26 juni 1867)
  - Giuseppe Luca Barranco (hulpbisschop: 8 januari 1866 - 22 april 1866)
- José Benedicto Torres Romero (22 juni 1868 - 8 januari 1880)
- Juan María Ambrosio Huerta Galván (20 augustus 1880 - 27 juni 1897)
- Manuel Segundo Ballón Manrique (24 augustus 1898 - 1906; coadjutor sinds 3 december 1896)

### Aartsbisschoppen
- Mariano Emilio Holguin y Maldonado (1 juni 1906 - 24 december 1945)
  - Daniel Figueroa Villón (hulpbisschop: 7 april 1945 - 22 september 1946)
- Leonardo José Rodriguez Ballón (13 juni 1946 - 26 september 1980)
  - José Germán Benavides Morriberón (hulpbisschop: 30 november 1968 - 19 maart 1976)
  - Lorenzo Unfried Gimpel (hulpbisschop: 13 maart 1969 - 19 september 1980)
- Fernando Vargas Ruiz de Somocurcio (26 september 1980 - 2 maart 1996)
  - Felipe María Zalba Elizalde (hulpbisschop: 18 december 1980 - 29 februari 1984)
- Luis Sánchez-Moreno Lira (2 maart 1996 - 29 november 2003)
- José Paulino Ríos Reynoso (29 november 2003 - 21 oktober 2006; coadjutor sinds 11 juli 2006)
- Javier Augusto Del Río Alba (21 oktober 2006 - heden)
  - Raúl Antonio Chau Quispe (hulpbisschop: 4 juli 2019 - heden)

Arequipa (aartsbisdom) · Ayaviri (territoriale prelatuur) · Chuquibamba (territoriale prelatuur) · Juli (territoriale prelatuur) · Puno · Santiago Apóstol de Huancané (territoriale prelatuur) · Tacna y Moquegua